# دشت لار

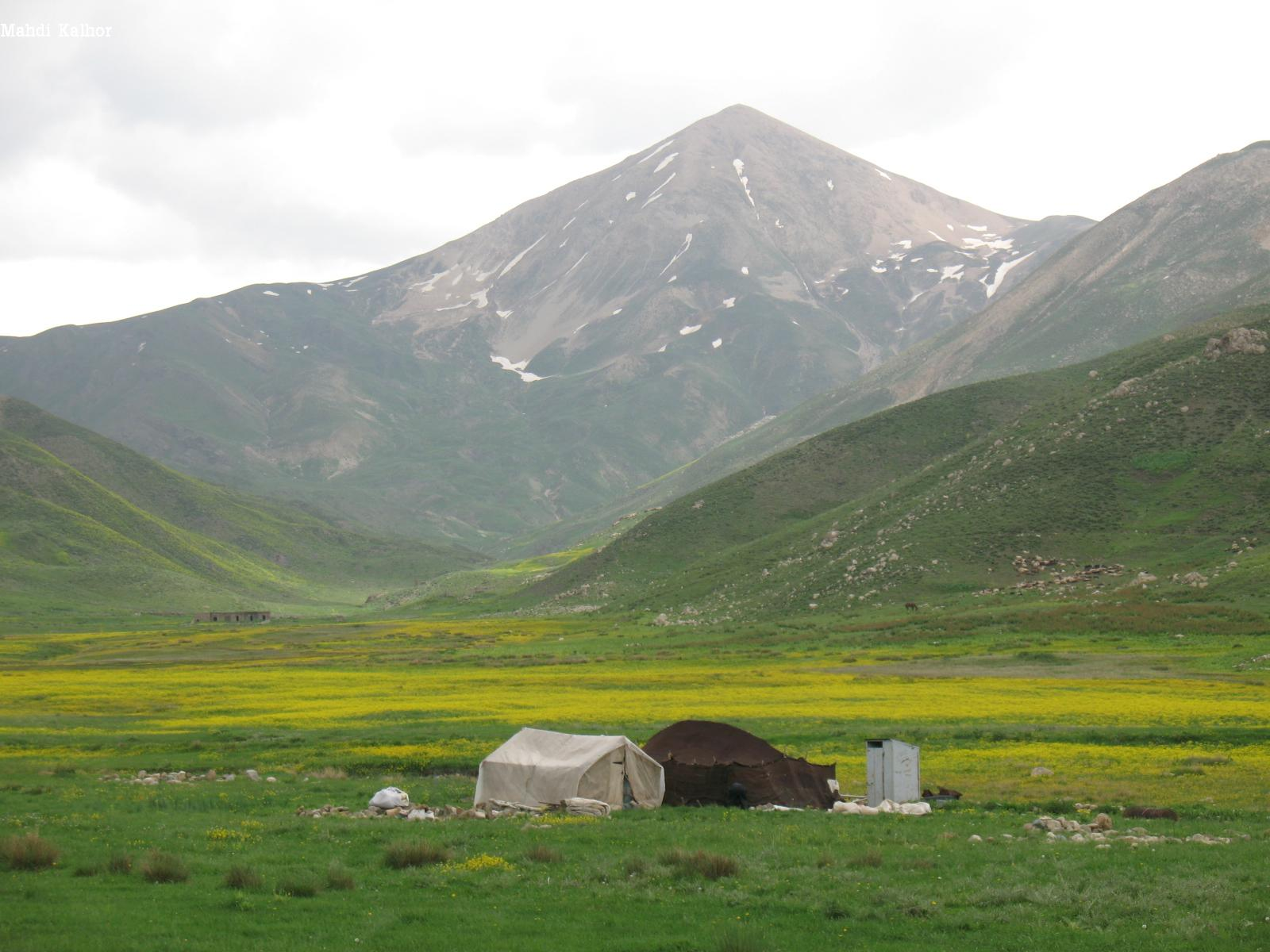
چادرهای عشایر در دشت سفیداب، لار. قله کله گچ

دشت لار یا لار در کوهپایهٔ قله دماوند واقع شده که در تقسیمات کشوری بخش شمالی و شمال شرقی آن در بخش لاریجان شهرستان آمل استان مازندران است. دشت لار از شمال به کوه‌های شهرستان نور مازندران از شرق و شمال شرق به کوه دماوند، از جنوب شرق به ایرا، شهرستان دماوند و پلور مازندران از جنوب به افجه و امامه و لواسان بزرگ و از غرب به خاتون بارگاه و گرمابدر کشیده شده‌است. عنوان دشت لار در سال ۵۴ به عنوان پارک ملی لار تبدیل شد. وسعت لار در حدود ۷۳۵۰۰ هکتار است. از سال ۶۱ طبق مصوبه شورای عالی حفاظت محیط زیست به عنوان منطقه حفاظت شده اداره می‌شود و از سال ۷۰ بعضی از مناطق آن برای شکار و تیراندازی ممنوع اعلام گردید. مختصات منطقه حفاظت شده لار ۵۴/۳۵ عرض شمالی و ۳۳/۵۱ طول شرقی است.
کوه لار در همسایگی خاوری این دشت، بخشی از ارتفاعات البرز مرکزی است. رشته شمالی پس از تشکیل گردنه کهو (سفیدآب) در شمال قریه گرمابدر از توابع رودبار قصران به دو رشته شمال غربی و جنوب شرقی منشعب می‌شود که بخش شمال غربی آن با تشکیل قلل تخت خرس و سه سنگ، در جهت غرب امتداد می‌یابد و قله عظیم دماوند را پدیدمی‌آورد. بخش جنوب شرقی آن نیز پس از امتداد در دشت لار، قلل معروف هفت‌سران را به وجود می‌آورد. بخش جنوبی این کوه‌ها که همان خط الرأس اصلی است، در جنوب دشت لار امتداد دارد و پس از تشکیل قلل مهرچال، آتشکده، ریزان، سیاه چال و ماز در جهت شمال شرقی به کوه‌های خنسک و شادکوه متصل می‌شود.
رود لار پس از سدلار در پلور به هراز می‌پیوندد. بخشی از آب سد لار از راه تونل آب بر کلان به شهر تهران فرستاده می‌شود.

## تاریخچه
لار در ادوار تاریخی جزئی از ناحیه تاریخی قصران از توابع ری به حساب می‌آمده‌است که در کتب تاریخی مکرراً از آن با نام لار قصران یاد شده‌است.
- اولیاءالله آملی در تاریخ رویان در ذکر واقعه امیر مسعود سربدار نوشته‌است: (... امیر مسعود از آنجا به ضرورت مراجعت کرده، بی توقف روی به حد مازندران نهاد و با پادشاه طغاتیمور جنگ پیوست… و ظغاتیمور از آنجا (مازندران) گریخته، تابستان به لار قصران پناه برد…).
- ظهیرالدین مرعشی در تاریخ طبرستان در ذکر بنیانگذار مسجد جامع کهنهٔ آمل که مسجد طشته زنان می‌گفتند ذکر کرده‌است: (آنچه به صحت مقرون است، آنست که شخصی مالکی مذهب آن مسجد را ساخته‌است و نبیره‌های بانی آن بنا هنوز در لار قصران می‌باشند) که این مطلب را رابینو نویسنده کتاب مازندران و استرآباد عیناً از زبان ظهرالدین مرعشی بیان کرده‌است.
- صاحب مرآت البلدان در باب لار چنین نوشته‌است: ارغون خان از شاهان ایلخانی که پس از سلطان احمد تگودار از سال ۶۸۳ تا سال ۶۹۰ هجری بر چهار بالش سلطنت تکیه داشت در موضع لار کوشکی مجلل جهت خویش پی افکنده بود. وی در باب قصران داخل (علیا) که لار در آن واقع است چنین آورده‌است: «قصران علیا همین لواسانات را می‌گویند که از گردنه قوچک طرف شمال جلگه تهران که شخص سرازیر شد از رودخانه جاجرود عبور نموده سمت شمال این رودخانه اول بلوک لواسانست که بدو لواسان تقسیم شده: لواسان بزرگ و لواسان کوچک و این لواسانات را حالا هم قصران علیا می‌گویند.»
- کلاویخو رئیس تشریفات سلطنتی اسپانیا که به سفارت به دربار تیمور لنگ می‌رفت در سفرنامهٔ خویش از میزبان و اردوگاه وی در لار بدین صورت یاد کرده‌است: (... نام این امیر میزبان ما سلیمان میرزا بود که یکی از مقربترین درگاه تیمور بود و قدرتی عظیم داشت. محل اردوگاه وی در مرغزاری دره‌ای در میان کوه‌های بلند و لخت قرار داشت. این محل که در آن فصل یعنی تابستان بسیار زیبا و شادی بخش بود، کوه لار نامیده می‌شود. اردوگاه امیر مرکب بود از سه چهار چادر. وی یکی از دامادهای تیمور بود…).
- حسین کریمان در کتاب قصران در باب لار چنین آورده‌است: لار به حساب لواسان کوچک است و مرتع مهم و وسیعی است که در شمال شرقی قصران در دامنه و جنوب غربی کوه دماوند واقع است و به سبب ارتفاع زیاد (۳ هزار متر از سطح دریا) و برف فراوان و سرمای شدیدی که دارد آبادی آن کم است لکن مراتع وسیع دارد.
- ابن اسفندیار در کتاب تاریخ تبرستان به سال ۶۱۳ هجری می‌نویسد: و مازندران محدث است به حکم آنکه مازندران بحد مغربست و به مازندران پادشاهی بود چون رستم زال آنجا شد او را بکشت. منسوب این ولایت را موز اندرون گفتند بسبب آنکه موز نام کوهیست از حد گیلان کشیده تا به لار و قصران که موز کوه گویند همچنین تا به جاجرم.[۲]

## کوه‌های لار
کوه دماوند،
کوه دیو آسیاب،
کوه یخ کمر،
کوه گل زرد،
کوه پهنک،
کوه زرشکی،
کوه کمردشت،
کوه نمک کوسر
کوه سیاه چال،
کوه آرو برارو،
کوه اسب کلک،
کوه کافر راه،
کوه کبود، کله گچ
کوه آسمان کوه

## رودها
رود لار،
رود دیو آسیاب،
رود سفیدآب،
رود ورارود،
رود الرم،
چهل بره،
آب امام پهنک،
آب سیاه چال،
چشمه دو برار

## گیاهان
گیاهان دشت لار و بلندی‌های دربرگیرنده آن گوناگونی چشمگیری دارد. شماری از این گیاهان خوراکی و دارویی است که در اردیبهشت ماه دوستداران سبزی چین را فرا می‌خواند.
گون و خرگوشک و آویشن (اوشم) و شنگ، لواش، سیرک (تلم)، پیازک، قارچ وحشی، کاسنی، گلپر (الرگ)، شیرین بیان، باریجه، چای کوهی، بارهنگ و والک نمونه‌هایی از گیاهان دشت لار و بلندی‌های آن است. زنبق وحشی بنفش و ارغوانی و مرغک و گل زرد، و شقایق دشت لار را در بهار رنگارنگ کرده زیبایی آن دو چندان می‌شود.

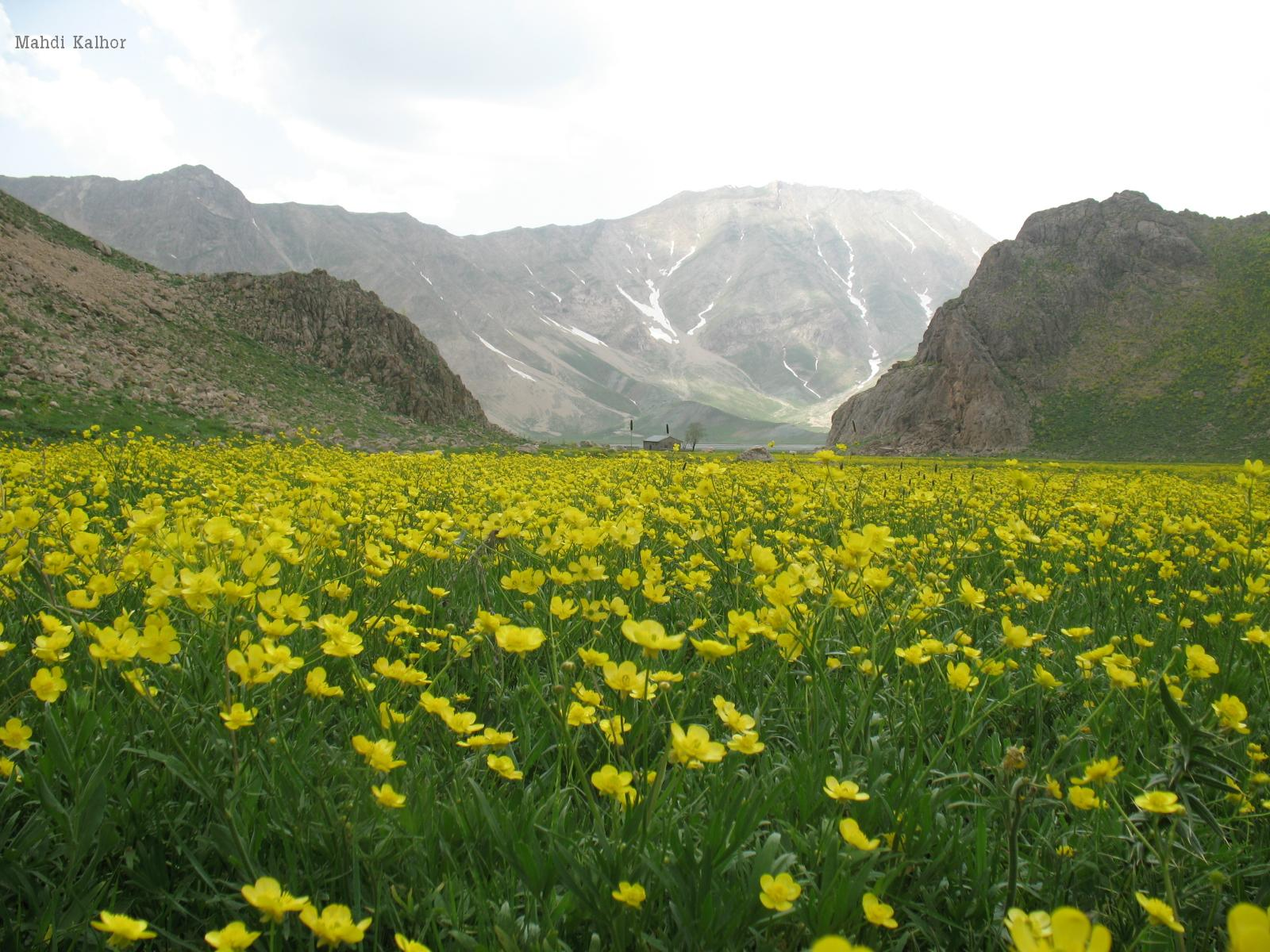
دشت سفیداب
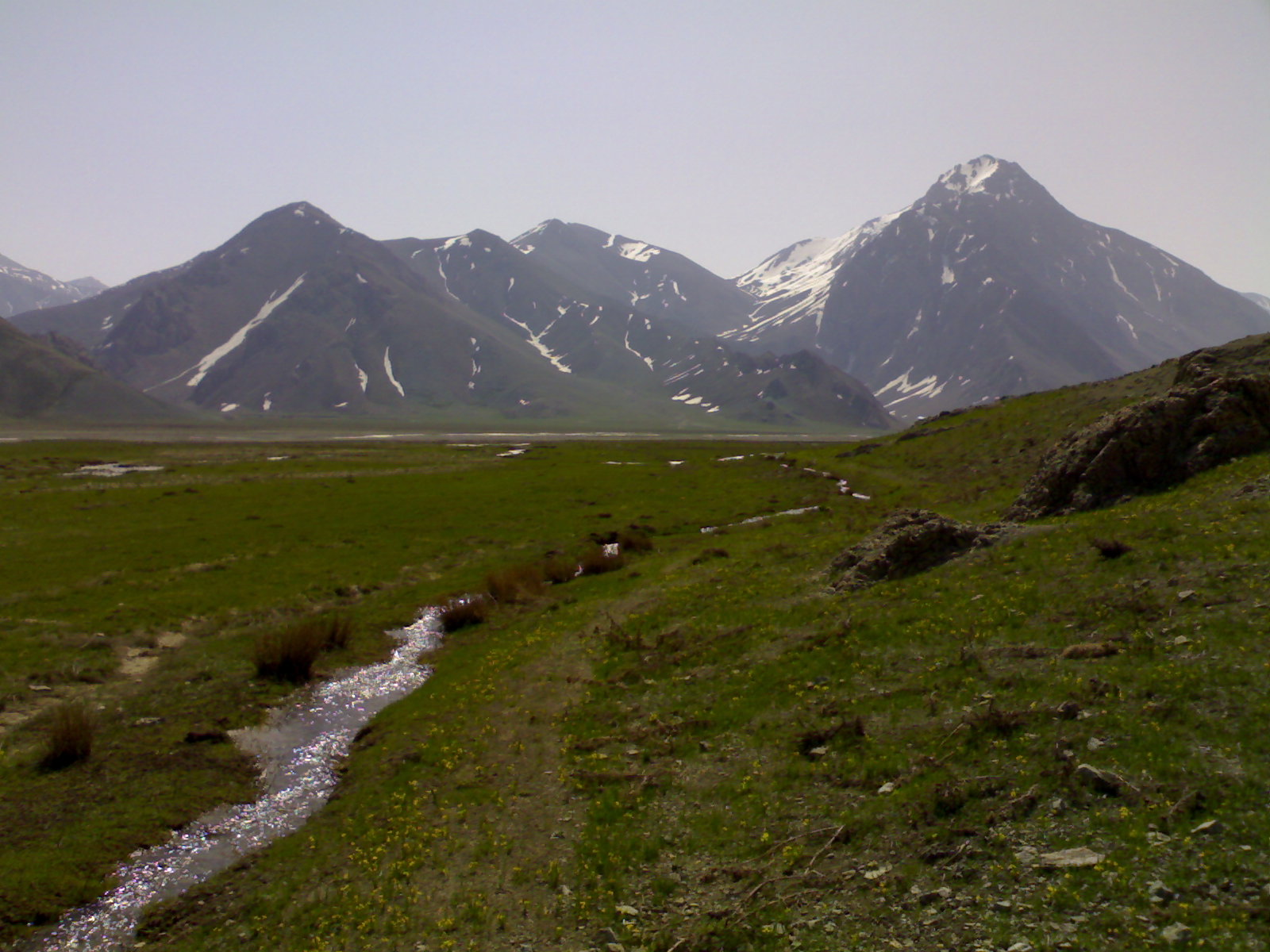
آسمان‌کوه و قلعه‌نو
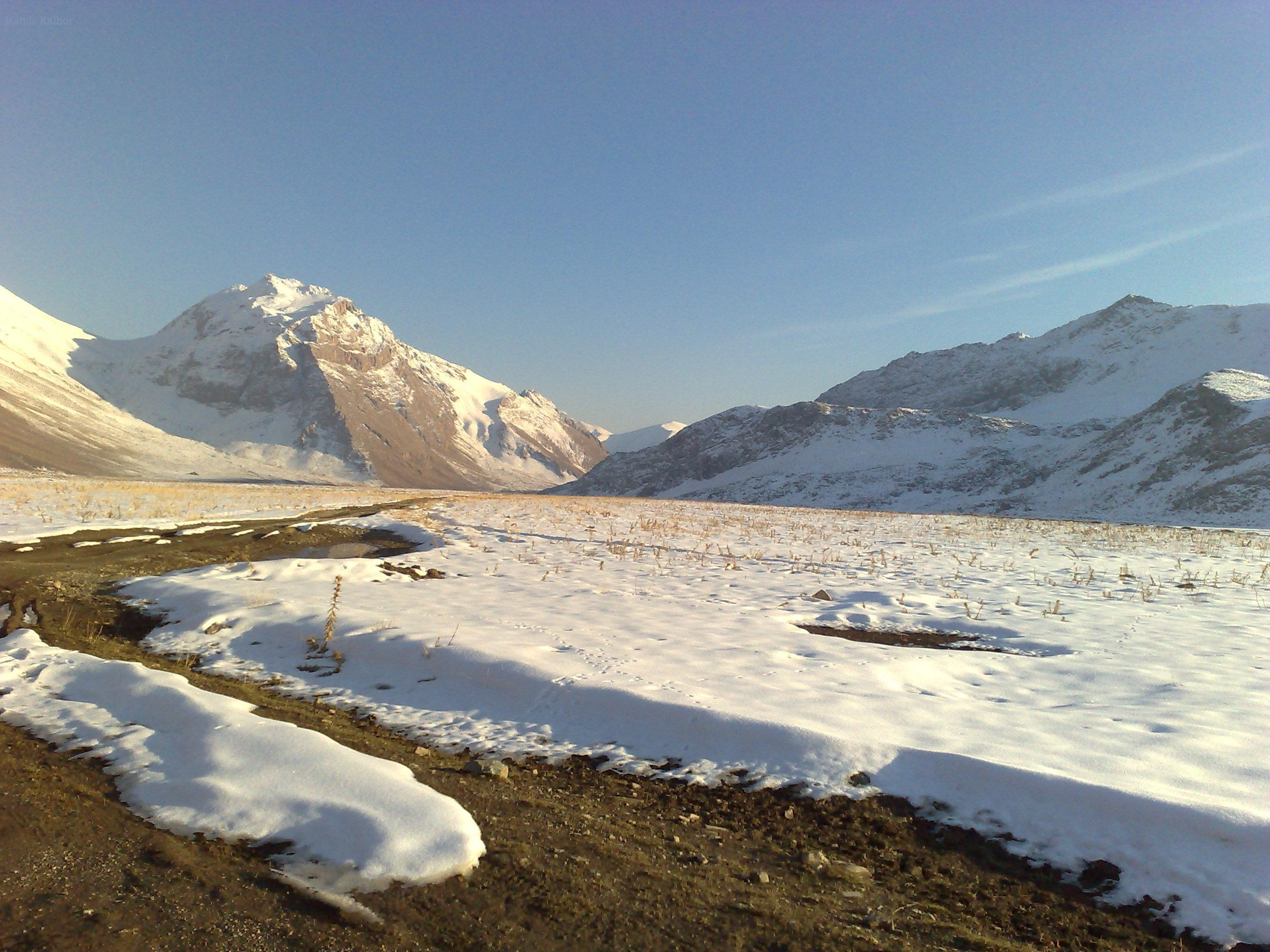
یُرد قِیدر لار
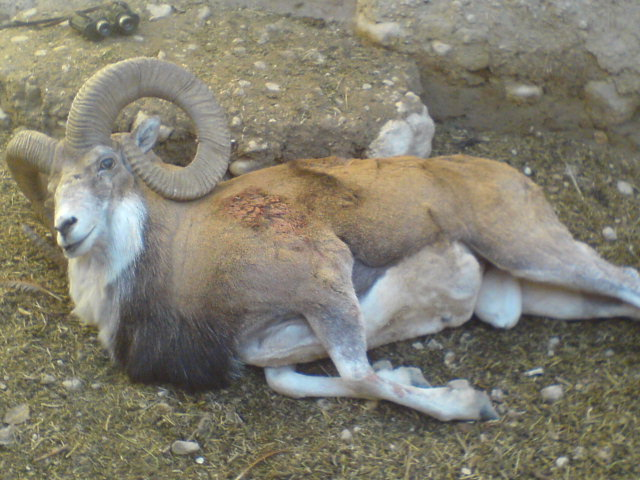
قوچ دشت لار
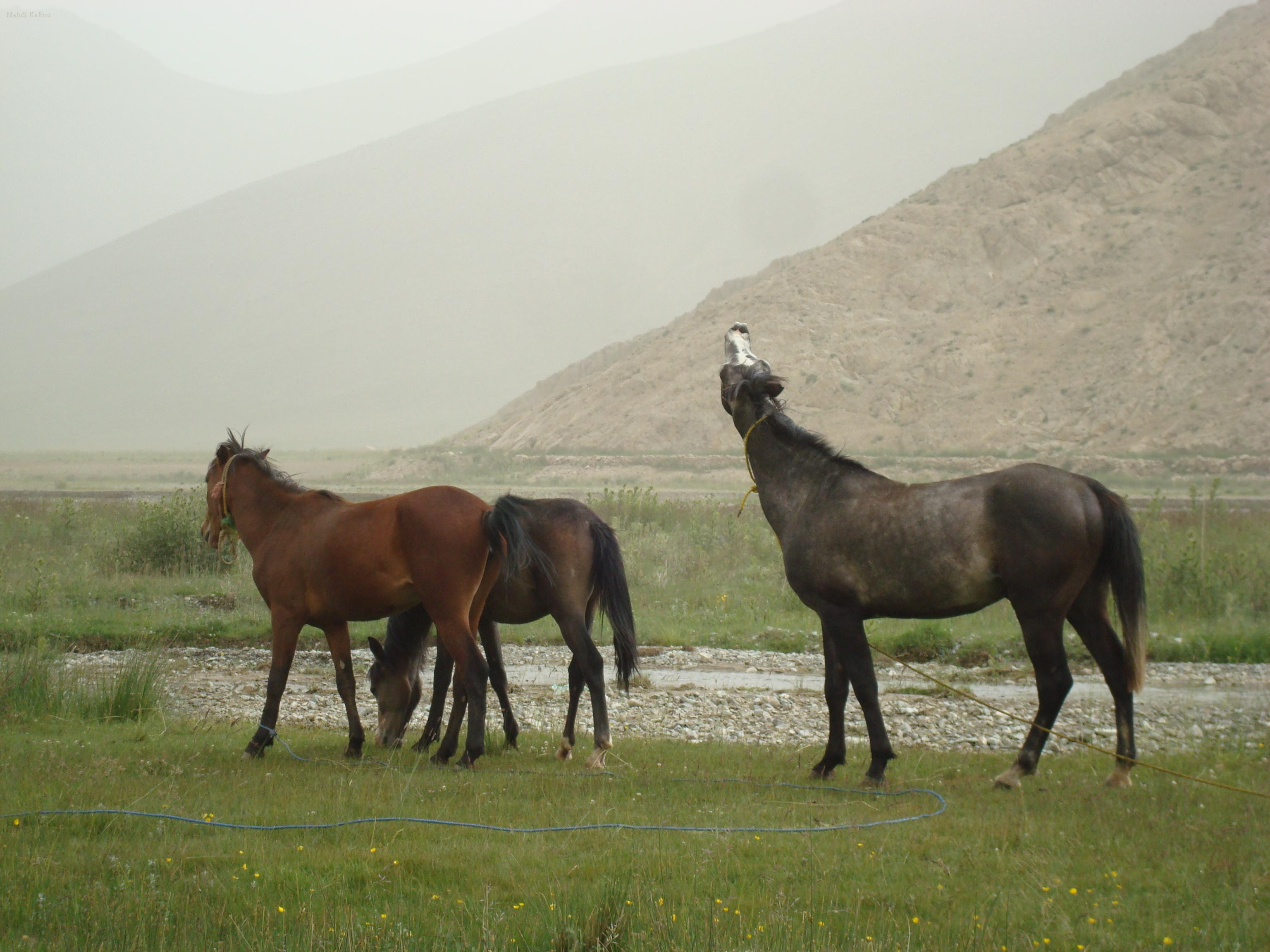
روزهای گرد و خاکی، لار

## جانوران
ماهی قزل آلای خال قرمز ماهی بومی کشور کانادا بوده که در دوران پهلوی جهت تکثیر به این دشت منتقل شده.
افعی البرزی، افعی دماوندی،
بزمجه،
مارمولک،
روباه،
گرگ،
خرس قهوه‌ای،
پلنگ،
گراز،
کل و بزکوهی،
قوچ و میش،
آهو،
موش صحرایی،
قورباغه،
لاک‌پشت،
واشه،
شهباز،
عقاب،
کبک،
کبک دری،
خفاش،

## حشرات
کژدم زرد، سرگین قلتان، سنجاقک، پشه آبرو

## موقعیت جغرافیایی و راه‌ها
دسترسی و ورود به پارک ملی لار از سه مسیر ماشین رو صورت می‌گیرد:
- مسیر اول، از طریق منطقه لواسان بزرگ (گردنه ایرا) می‌باشد. این مسیر از روستای ایرا تا پاسگاه محیط بانی قوشخانه (ورودی جنوبی پارک ملی لار) امتداد می‌یابد. روستای ایرا، به وسیله راه آسفالته، از یک سو با شهر رودهن و از یک سو با جاجرود (از مسیر سد لتیان) و از دو مسیر دیگر به شهر لواسان مرتبط است. رسیدن به روستای ایرا پس از خروج از لواسان با عبور از برگ جهان و نیکنام ده یا از مسیر جاجرود با عبور از کنار سد لتیان و گذر از رسنان و چهارباغ از روستای کلان به سادگی میسر می‌شود.
- مسیر دوم، از جاده هراز در داخل روستای پلور منشعب می‌شود. این مسیر از سه راهی پلور تا پست ورودی پاسگاه محیط بانی دلیچای (ورودی شرقی پارک ملی لار) امتداد یافته و دسترسی به پارک ملی لار را از طریق جاده آسفالته، ممکن می‌سازد.
- مسیر سوم از طریق روستای گرمابدر شهرستان شمیرانات در نزدیکی فشم است که به غرب پارک ملی لار دسترسی دارد و بیشتر مورد استفاده دامداران بومی و عشایر قرار می‌گرفته‌است. عبور از این مسیر نیاز به اخذ مجوز از پاسگاه شکاربانی گرمابدر دارد.

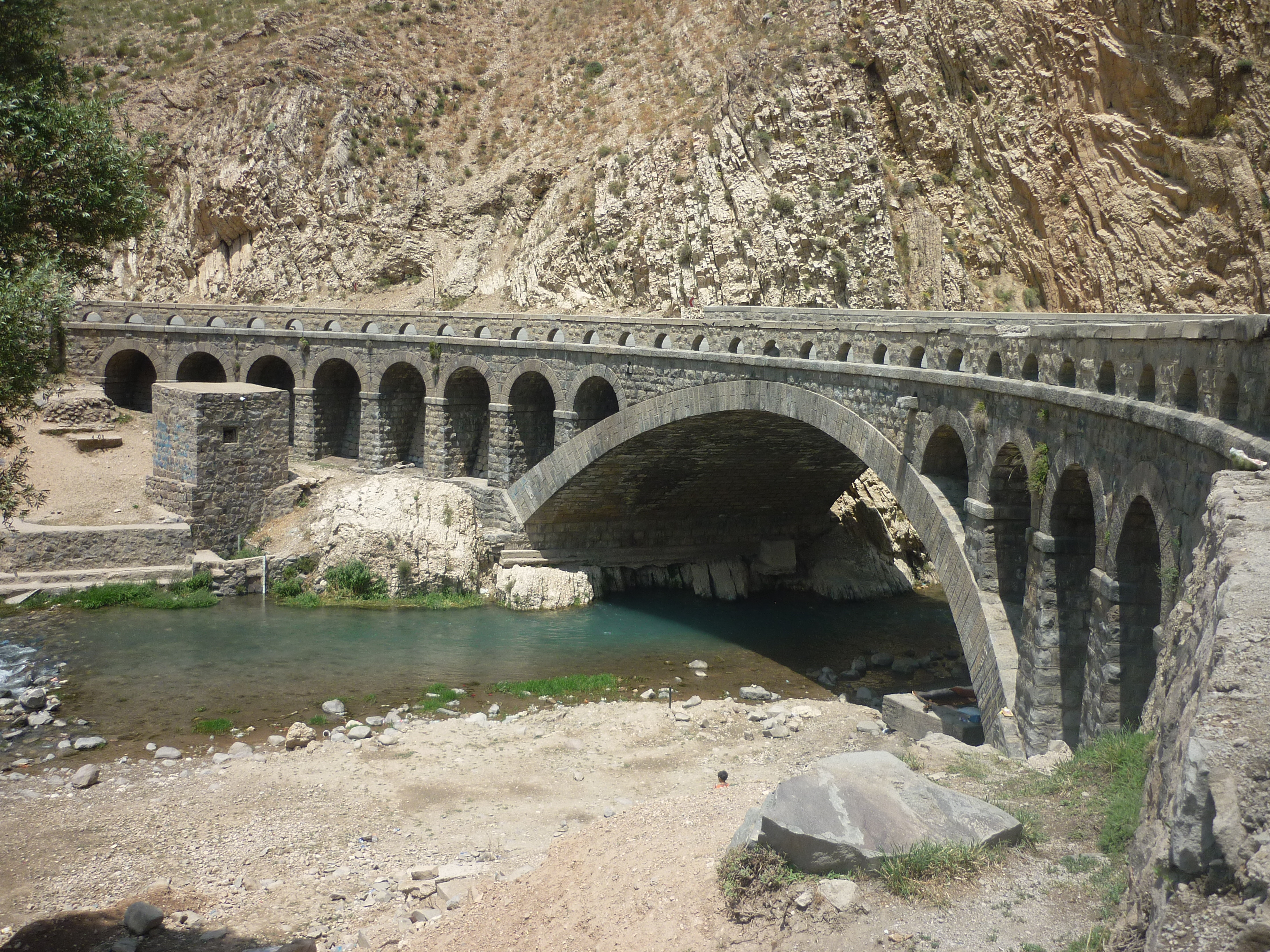
پل سنگی در راه پلور به دشت لار و رینه

مسیرهای کوهستانی مالرو که راه‌های باستانی لار قصران در مسیر ری به سمت طبرستان هستند:
- علاوه بر سه مسیر یادشده یک مسیر مالرو از طریق روستای افجهء لواسان کوچک به سوی پارک ملی لار موجود است که در طول مسیر از تفرجگاه دشت هویج افجه لواسان گذشته و در ادامه از راه مالرو به گردنه افجه بشم رسیده و از آنجا به دشت لار کوچک که به اصطلاح محلی به آن لار خشک یا قُلقُلک می‌گویند می‌رسد که یکی از شاخه‌های فرعی رودخانه لار نیز از این دشت می‌گذرد و سپس از آنجا بعد از عبور از رودخانه و دشت لار خشک و رشته کوه میانی به کوه کافر راه و دشت لار بزرگ که اصطلاحاً به آن مرغسر یا مرغزار گویند؛ می‌رسد. این مسیر قدیمی‌ترین راه دسترسی به لار است که دامداران افجه از دیرباز تا کنون از آن استفاده می‌کردند. فاصله افجه تا لار خشکه (لار کوچک) هشت کیلومتر و تا مرغسر (لار بزرگ) هجده کیلومتر است.
- مسیری صعب العبور از روستای امامه لواسانات وجود دارد که بومیان مرتع دار و دامدار این روستا جهت دسترسی به لار از آن استفاده می‌کنند.

## سد لار
این سد جزو پارک ملی لار نیست و در شهرستان آمل استان مازندران قرار دارد. در سال ۱۳۳۰ مطالعات سد آغاز و در سال ۱۳۵۳ عملیات احداث آن شروع شد. این سد در سال ۱۳۶۱ به بهره‌برداری رسید.

### موقعیت سد
این سد بر روی رودخانه «لار» با سطح حوزه آبریزی به مساحت ۶۷۵ کیلومتر مربع و با متوسط جریان آب سالانه به میزان۴۸۱ میلیون مترمکعب در استان مازندران و در فاصله ۷۵ کیلومتری تهران و ۱۰۰ کیلومتری آمل قرار دارد.

### اهداف احداث
تأمین آب کشاورزی با سطح زیر کشت ۹۰ هزارهکتار، تأمین آب شرب تهران و انتقال آب به میزان ۱۴۰ میلیون مترمکعب به نیروگاه کلان جهت تولید متوسط سالانه۱۵۰۰۰۰ مگاوات ساعت انرژی برق – آبی برای کمک به شبکه سراسری